# Krzyż Za służbę na Kaukazie
Krzyż „za służbę na Kaukazie” (ros. Крест «За службу на КавказѢ») — rosyjskie odznaczenie wojskowe nadawane uczestnikom walk na Kaukazie w latach 1859–1864.

## Historia
Odznaczenie zostało ustanowione przez Aleksandra II dla nagrodzenia uczestników walk toczonych na Kaukazie w latach 1859 – 1864.
Krzyż posiadał jeden stopień, lecz występował w czterech wersjach w zależności od rangi osoby nagradzanej, przysługiwał bowiem wszystkim uczestnikom. Miał następujące wersje:
- złotą – nadawaną dowódcom i wyższym oficerom sztabowym
- srebrną – nadawaną oficerom
- brązową – nadawaną podoficerom i żołnierzom, ochotnikom i członkom milicji kaukaskiej
- brązową (o mniejszym rozmiarze) – nadawany obywatelom, lekarzom, pielęgniarkom, urzędnikom, którzy współdziałali z wojskiem nie biorąc jednak udziału w działaniach bojowych.

## Zasady nadawania
Krzyż był nadawany wszystkim uczestnikom walk na Kaukazie: dowódcom, oficerom i żołnierzom armii rosyjskiej, członkom ochotniczych oddziałów milicji kaukaskich współdziałających z armią rosyjską, urzędnikom, lekarzom i innym osobom współpracującym z armią.
W zależności od stanowiska krzyż nadawany był w różnych wersjach, różniących się materiałem z którego był wykonany lub rozmiarem.
Krzyż wykonany ze złota nadawany był dowódcom, wyższym oficerom sztabowym, ze srebra – oficerom, z jasnego brązu – podoficerom, żołnierzom armii rosyjskiej, ochotnikom i członkom oddziałów milicji kaukaskich współdziałających z armią rosyjską, a także lekarzom uczestniczącym w walkach, krzyż z brązu o mniejszym rozmiarze (34 × 34 mm), był nadawany urzędnikom, lekarzom, pielęgniarkom i innym osobom współdziałającym z oddziałami armii rosyjskiej, lecz nie biorącymi udział w bezpośrednich działaniach bojowych.

## Opis odznaki
Odznaka odznaczenia jest krzyż typu maltańskiego nałożony na dwa skrzyżowane miecze skierowane ostrzami ku górze.
Na ramionach poziomych jest napis ЗА СЛУЖБУ (pol. Za służbę) НА КАВКАЗѢ(pol. Na Kaukazie), a na pionowych na górnym monogram Aleksandra II, a na dolnym data 1864. W centralnej części krzyża znajduje się okrąg w środku którego jest dwugłowy orzeł – herb Rosji.
W wersji złotej i srebrnej ramiona krzyża oraz orzeł pokryte są czarną emalią, napisy zaś w kolorze metalu. W wersji brązowej cała odznaka jest w kolorze metalu.
Rewers krzyża jest gładki z umieszczonym na nim mocowanie, do noszenia bezpośrednio na mundurze. Krzyż nie posiada baretki i był noszony na mundurze poniżej innych odznaczeń.